# Hội Làm vườn Việt Nam
Hội Làm vườn Việt Nam là tổ chức xã hội - nghề nghiệp của những người làm việc trong lĩnh vực làm vườn, tại hoặc liên quan đến Việt Nam .
Hội có tên giao dịch tiếng Anh là Vietnam Gardening Association, viết tắt là VACVINA .
Hội Làm vườn được thành lập ngày 5/4/1986 . 
Điều lệ Hội Làm vườn Việt Nam được sửa đổi bổ sung năm 2009, được Bộ Nội vụ phê duyệt theo Quyết định số 1475/QĐ-BNV ngày 26 tháng 10 năm 2009 .
Trụ sở Hội đặt tại địa chỉ Tầng 7, Tòa nhà văn phòng Công ty cổ phần tập đoàn Austdoor, số nhà 37 phố Lê Văn Thiêm, quận Thanh Xuân, thành phố Hà Nội .

## Hoạt động
Hội Làm vườn có mục tiêu chính là phát triển kinh tế Vườn-Ao-Chuồng (VAC), thực hiện xóa đói giảm nghèo và xây dựng nông thôn mới. Đến nay, Hội đã có gần 1 triệu hội viên và tổ chức Hội có cả bốn cấp. Mô hình kinh tế VAC do Hội khởi xướng và vận động đã trở thành phong trào quần chúng ở cả nước .